# 東京に来たばかり
「東京に来たばかり」（とうきょうにきたばかり）は2012年における日中共同製作映画である。ジャン・チンミン監督。倍賞千恵子、チン・ハオ、中泉英雄、チャン・チュンニン、ティエン・ユエンがこの映画に主演した。 

## ストーリー
天才棋士の中国人青年・吉流(よしりゅう)は、囲碁の修行のため東京へとやって来る。ある日、千葉から東京に行商に来ている老婦人・五十嵐君江と出会う。やがて吉流は君江の孫・翔一とも仲良くなるが、翔一は恋人の奈菜子を守るために暴力団と衝突、わき腹を刺されて吉流のアパートに逃げ込んで来るのだった。

## 出演
- 倍賞千恵子：五十嵐君江
- チン・ハオ：吉流
- 中泉英雄：五十嵐翔一
- チャン・チュンニン：奈菜子
- ティエン・ユエン：内藤美加
- 窪塚俊介：名取
- 風間トオル

## 外部サイト
- 公式サイト